# カンホレンアルデヒド
α-カンホレンアルデヒド（英: α-campholenaldehyde）は、シクロペンテン環を持つアルデヒドの一種である。

## 香料
サンダルウッド香を持つ合成香料のサンダロールやバクダノールの合成中間体となる。市販品の純度は約88%で、ビノカンホンなどが混在する。

## 製法
α-ピネンに40%過酢酸を加え、塩化亜鉛と酢酸エチルを反応させることにより得られる。バッチ式より連続式反応の方が収率がよい。ゼオライトとギ酸を用いる方法や、液相接触反応による方法もある。